# كيفين نيكيز
كيفين نيكيز هو لاعب كرة قدم بلجيكي في مركز الدفاع، ولد في 17 أبريل 1985 في بروكسل في بلجيكا. شارك مع منتخب تشاد لكرة القدم. أما مع النوادي، فقد لعب مع رويال يونيون سان خيلويزي ونادي بروكسل.

## وصلات خارجية
- كيفين نيكيز على موقع قاعدة بيانات كرة القدم.إي يو (الإنجليزية)
- كيفين نيكيز على موقع ناشيونال فوتبول تيمز (الإنجليزية)
- كيفين نيكيز على موقع Soccerway.com (الإنجليزية)